# 21.ª etapa da Volta a Espanha de 2021
A 21.ª etapa da Volta a Espanha de 2021 teve lugar a 5 de setembro de 2021 e consistiu num contrarrelógio individual entre Padrón e Santiago de Compostela sobre um percurso de 33,8 km que foi vencida pelo esloveno Primož Roglič da equipa Jumbo-Visma, quem deste modo conseguiu a sua terceira Volta a Espanha de maneira consecutiva.

## Classificação da etapa
| Padrón - Santiago de Compostela | contrarrelógio individual | (33,8 km) |

| \| Classificação por etapas \| Classificação por etapas \| Classificação por etapas \| Classificação por etapas \| Classificação por etapas \| \| Ciclista \| Ciclista \| Equipe \| Tempo \| \| \| ------------------------ \| ------------------------ \| ------------------------ \| ------------------------ \| ------------------------ \| \| 1. \| Primož Roglič \| Jumbo-Visma \| 44m02s \| \| \| 2. \| Magnus Cort \| EF Education-Nippo \| + 14s \| \| \| 3. \| Thymen Arensman \| Team DSM \| + 52s \| \| \| 4. \| Josef Černý \| Deceuninck-Quick Step \| + 1m16s \| \| \| 5. \| Chad Haga \| Team DSM \| + 1m43s \| \| \| 6. \| Egan Bernal \| Ineos Grenadiers \| + 1m49s \| \| \| 7. \| Felix Großschartner \| Bora-Hansgrohe \| + 1m52s \| \| \| 8. \| Steven Kruijswijk \| Jumbo-Visma \| + 1m52s \| \| \| 9. \| Enric Mas \| Movistar Team \| + 2m04s \| \| \| 10. \| Ion Izagirre \| Astana-Premier Tech \| + 2m06s \| \| |                     |                       |         |
| |                     |                       |         |
| Fonte: ProCyclingStats |                     |                       |         |
| Classificação por etapas |                     |                       |         |
| Ciclista | Ciclista            | Equipe                | Tempo   |
| 1. | Primož Roglič       | Jumbo-Visma           | 44m02s  |
| 2. | Magnus Cort         | EF Education-Nippo    | + 14s   |
| 3. | Thymen Arensman     | Team DSM              | + 52s   |
| 4. | Josef Černý         | Deceuninck-Quick Step | + 1m16s |
| 5. | Chad Haga           | Team DSM              | + 1m43s |
| 6. | Egan Bernal         | Ineos Grenadiers      | + 1m49s |
| 7. | Felix Großschartner | Bora-Hansgrohe        | + 1m52s |
| 8. | Steven Kruijswijk   | Jumbo-Visma           | + 1m52s |
| 9. | Enric Mas           | Movistar Team         | + 2m04s |
| 10. | Ion Izagirre        | Astana-Premier Tech   | + 2m06s |

## Classificações ao final da etapa

### Classificação geral
| \| Classificação geral \| Classificação geral \| Classificação geral \| Classificação geral \| Classificação geral \| \| Ciclista \| Ciclista \| Equipe \| Tempo \| \| \| ------------------- \| ------------------- \| ------------------- \| ------------------- \| ------------------- \| \| 1. \| Primož Roglič \| Jumbo-Visma \| 83h55m29s \| \| \| 2. \| Enric Mas \| Movistar Team \| + 4m42s \| \| \| 3. \| Jack Haig \| Bahrain Victorious \| + 7m40s \| \| \| 4. \| Adam Yates \| Ineos Grenadiers \| + 9m06s \| \| \| 5. \| Gino Mäder \| Bahrain Victorious \| + 11m33s \| \| \| 6. \| Egan Bernal \| Ineos Grenadiers \| + 13m27s \| \| \| 7. \| David de la Cruz \| UAE Team Emirates \| + 18m33s \| \| \| 8. \| Sepp Kuss \| Jumbo-Visma \| + 18m55s \| \| \| 9. \| Guillaume Martin \| Cofidis \| + 20m27s \| \| \| 10. \| Felix Großschartner \| Bora-Hansgrohe \| + 22m22s \| \| |                     |                    |           |
| |                     |                    |           |
| Fonte: ProCyclingStats |                     |                    |           |
| Classificação geral |                     |                    |           |
| Ciclista | Ciclista            | Equipe             | Tempo     |
| 1. | Primož Roglič       | Jumbo-Visma        | 83h55m29s |
| 2. | Enric Mas           | Movistar Team      | + 4m42s   |
| 3. | Jack Haig           | Bahrain Victorious | + 7m40s   |
| 4. | Adam Yates          | Ineos Grenadiers   | + 9m06s   |
| 5. | Gino Mäder          | Bahrain Victorious | + 11m33s  |
| 6. | Egan Bernal         | Ineos Grenadiers   | + 13m27s  |
| 7. | David de la Cruz    | UAE Team Emirates  | + 18m33s  |
| 8. | Sepp Kuss           | Jumbo-Visma        | + 18m55s  |
| 9. | Guillaume Martin    | Cofidis            | + 20m27s  |
| 10. | Felix Großschartner | Bora-Hansgrohe     | + 22m22s  |

### Classificação por pontos
| Classificação por pontos | Classificação por pontos | Classificação por pontos | Classificação por pontos | Classificação por pontos |
| Ciclista                 | Ciclista                 | Equipe                   | Pontos                   |                          |
| ------------------------ | ------------------------ | ------------------------ | ------------------------ | ------------------------ |
| 1.                       | Fabio Jakobsen           | Deceuninck-Quick Step    | 250 pts                  |                          |
| 2.                       | Primož Roglič            | Jumbo-Visma              | 199 pts                  |                          |
| 3.                       | Magnus Cort              | EF Education-Nippo       | 161 pts                  |                          |
| 4.                       | Matteo Trentin           | UAE Team Emirates        | 145 pts                  |                          |
| 5.                       | Enric Mas                | Movistar Team            | 120 pts                  |                          |
| 6.                       | Alberto Dainese          | Team DSM                 | 120 pts                  |                          |
| 7.                       | Michael Matthews         | BikeExchange             | 114 pts                  |                          |
| 8.                       | Andrea Bagioli           | Deceuninck-Quick Step    | 101 pts                  |                          |
| 9.                       | Egan Bernal              | Ineos Grenadiers         | 96 pts                   |                          |
| 10.                      | Arnaud Démare            | Groupama-FDJ             | 91 pts                   |                          |

### Classificação da montanha
| Classificação da montanha | Classificação da montanha | Classificação da montanha | Classificação da montanha | Classificação da montanha |
| Ciclista                  | Ciclista                  | Equipe                    | Pontos                    |                           |
| ------------------------- | ------------------------- | ------------------------- | ------------------------- | ------------------------- |
| 1.                        | Michael Storer            | Team DSM                  | 80 pts                    |                           |
| 2.                        | Romain Bardet             | Team DSM                  | 61 pts                    |                           |
| 3.                        | Primož Roglič             | Jumbo-Visma               | 51 pts                    |                           |
| 4.                        | Damiano Caruso            | Bahrain Victorious        | 33 pts                    |                           |
| 5.                        | Rafał Majka               | UAE Team Emirates         | 33 pts                    |                           |
| 6.                        | Jack Haig                 | Bahrain Victorious        | 23 pts                    |                           |
| 7.                        | Sepp Kuss                 | Jumbo-Visma               | 19 pts                    |                           |
| 8.                        | Enric Mas                 | Movistar Team             | 17 pts                    |                           |
| 9.                        | Egan Bernal               | Ineos Grenadiers          | 16 pts                    |                           |
| 10.                       | Fabio Aru                 | Qhubeka NextHash          | 16 pts                    |                           |

### Classificação dos jovens
| Classificação dos jovens | Classificação dos jovens | Classificação dos jovens | Classificação dos jovens | Classificação dos jovens |
| Ciclista                 | Ciclista                 | Equipe                   | Tempo                    |                          |
| ------------------------ | ------------------------ | ------------------------ | ------------------------ | ------------------------ |
| 1.                       | Gino Mäder               | Bahrain Victorious       | 84h07m02s                |                          |
| 2.                       | Egan Bernal              | Ineos Grenadiers         | + 1m54s                  |                          |
| 3.                       | Juan Pedro López         | Trek-Segafredo           | + 19m48s                 |                          |
| 4.                       | Rémy Rochas              | Cofidis                  | + 40m59s                 |                          |
| 5.                       | Clément Champoussin      | AG2R Citroën Team        | + 45m56s                 |                          |
| 6.                       | Steff Cras               | Lotto-Soudal             | + 1h10m33s               |                          |
| 7.                       | Jefferson Cepeda         | Caja Rural-Seguros RGA   | + 1h47m21s               |                          |
| 8.                       | Pavel Sivakov            | Ineos Grenadiers         | + 1h53m14s               |                          |
| 9.                       | Gotzon Martín            | Euskaltel-Euskadi        | + 1h59m06s               |                          |
| 10.                      | Michael Storer           | Team DSM                 | + 2h11m12s               |                          |

### Classificação por equipas
| Classificação por equipes | Classificação por equipes          | Classificação por equipes | Classificação por equipes |
| Equipe                    | Equipe                             | Tempo                     |                           |
| ------------------------- | ---------------------------------- | ------------------------- | ------------------------- |
| 1.                        | Bahrain Victorious                 | 252h19m35s                |                           |
| 2.                        | Jumbo-Visma                        | + 7m26s                   |                           |
| 3.                        | Ineos Grenadiers                   | + 32m18s                  |                           |
| 4.                        | UAE Team Emirates                  | + 1h05m10s                |                           |
| 5.                        | Intermarché-Wanty-Gobert Matériaux | + 1h15m05s                |                           |
| 6.                        | Movistar Team                      | + 1h17m16s                |                           |
| 7.                        | AG2R Citroën Team                  | + 1h43m04s                |                           |
| 8.                        | Cofidis                            | + 2h15m39s                |                           |
| 9.                        | Trek-Segafredo                     | + 2h38m20s                |                           |
| 10.                       | Team DSM                           | + 2h59m49s                |                           |

## Abandonos
Nenhum.